# Junost'
Junost' (in russo Юность?) è un singolo del duo musicale russo Dabro, pubblicato il 15 maggio 2020 come primo estratto dal secondo album in studio omonimo.
È stato candidato per il premio Muz-TV alla canzone dell'anno e per tre riconoscimenti RU.TV.

## Descrizione
Junost', scritto e composto durante le restrizioni correlate alla pandemia di COVID-19, è dalle sonorità «piacevoli», affronta il «tema romantico» ed è basato sul ritmo di chitarra.
Il testo del brano parla «di vivere il presente con intensità», godendosi la libertà, l'amicizia, l'amore e la passione per la vita, senza preoccuparsi del giudizio altrui o delle convenzioni. Descrive scene di festa, «musica a tutto volume» che tiene svegli i vicini, notti passate a osservare le stelle e il desiderio di cogliere l'attimo.

## Video musicale
Il video, diretto dallo stesso duo, è stato reso disponibile l'8 giugno 2020 attraverso il loro canale YouTube.

## Tracce
Testi e musiche di Ivan Zasydkevyč e Mychajlo Zasydkevyč.
Download digitale, streaming
1. Junost' – 3:39

Download digitale, streaming – S-Nike Remix
1. Junost' (S-Nike Remix) – 3:28

## Formazione
- Dabro – voce, produzione

## Classifiche

### Classifiche settimanali
| Classifica (2020-24) | Posizione massima |
| -------------------- | ----------------- |
| Bielorussia          | 136               |
| Kazakistan           | 33                |
| Moldavia             | 28                |
| Russia               | 1                 |
| Ucraina              | 7                 |

### Classifiche di fine anno
| Classifica (2020) | Posizione |
| ----------------- | --------- |
| Russia            | 14        |
| Ucraina           | 145       |
| Classifica (2021) | Posizione |
| Russia            | 39        |
| Ucraina           | 40        |
| Classifica (2022) | Posizione |
| Russia            | 124       |
| Classifica (2023) | Posizione |
| Kazakistan        | 45        |
| Moldavia          | 65        |
| Russia            | 129       |
| Classifica (2024) | Posizione |
| Kazakistan        | 111       |
| Russia            | 101       |

### Classifiche di fine decennio
| Classifica (2020-29) | Posizione |
| -------------------- | --------- |
| Bielorussia          | 95        |
| Kazakistan           | 1         |
| Moldavia             | 11        |
| Russia               | 1         |